# Daniel J. Bloomberg
Daniel J. Bloomberg (Massachusetts, 4 de julho de 1905 - Ventura, 14 de agosto de 1984) foi um engenheiro de som estadunidense. Embora seu trabalho estivesse restrito principalmente a filmes B, Bloomberg teve a distinção de ganhar cinco prêmios técnicos da Academia, além de oito indicações ao Oscar. Ele também ganhou um Oscar Honorário em 1945.

## Filmografia selecionada
Bloomberg foi indicado a 8 Academy Awards:
- Flying Tigers (1942) - Duas categorias (mixagem de som e efeitos visuais)[1]
- In Old Oklahoma (1943)[2]
- Brazil (1944)[3]
- Flame of Barbary Coast (1945)[4]
- Moonrise (1948)[5]
- Sands of Iwo Jima (1949)[6]
- The Quiet Man (1952)[7]